# Genouilleux
Genouilleux település Franciaországban, Ain megyében. Lakosainak száma 675 fő (2022. január 1.). Genouilleux Guéreins, Peyzieux-sur-Saône és Taponas községekkel határos.

## Népesség
A település népességének változása:
| Lakosok száma | 220  | 253  | 320  | 541  | 591  | 590  | 612  | 641  | 651  | 675  |
|               | 1968 | 1982 | 1990 | 2006 | 2013 | 2015 | 2017 | 2019 | 2020 | 2022 |